# Versöhnungskirche (Oberkochen)
Die Versöhnungskirche ist eine evangelische Kirche mit angeschlossenem Gemeindezentrum im baden-württembergischen Oberkochen. Sie dient der Kirchengemeinde Oberkochen als Gottesdienstraum und Veranstaltungszentrum.

## Lage und Umgebung
Die Kirche befindet sich in der Bürgermeister-Bosch-Straße 11 an der Ecke Bürgermeister-Bosch-Straße/Heinz-Küppenbender-Straße. Sie liegt damit in unmittelbarer Nähe zu dem etwa zur gleichen Zeit erbauten Rathaus von Oberkochen und zum katholischen Gemeindezentrum Rupert-Mayer-Haus.

## Architektur
Die Kirche wurde von Architekt Heinz Bauer aus Ebersbach an der Fils erbaut. Er ging mit seinem Entwurf als Sieger aus einem von der Kirchengemeinde ausgeschriebenen Wettbewerb hervor. Der Charakter des Gebäudes ist geprägt von der unverkleideten Verwendung der zeitgenössischen Baumaterialien Beton, Holz und Glas. Durch die Lichtführung und die Stellung der Wände soll die Gemeinde einerseits umschlossen sein und sich geborgen fühlen, gleichzeitig soll der Raum zur Welt offen sein.
Der Kirchenbau und das angeschlossene Gemeindezentrum mit Christian-Hornberger-Saal und mehreren Jugendräumen bilden architektonisch eine Einheit, die mit polygonalem Grundriss auf unterschiedliche Ebenen verteilt ist.

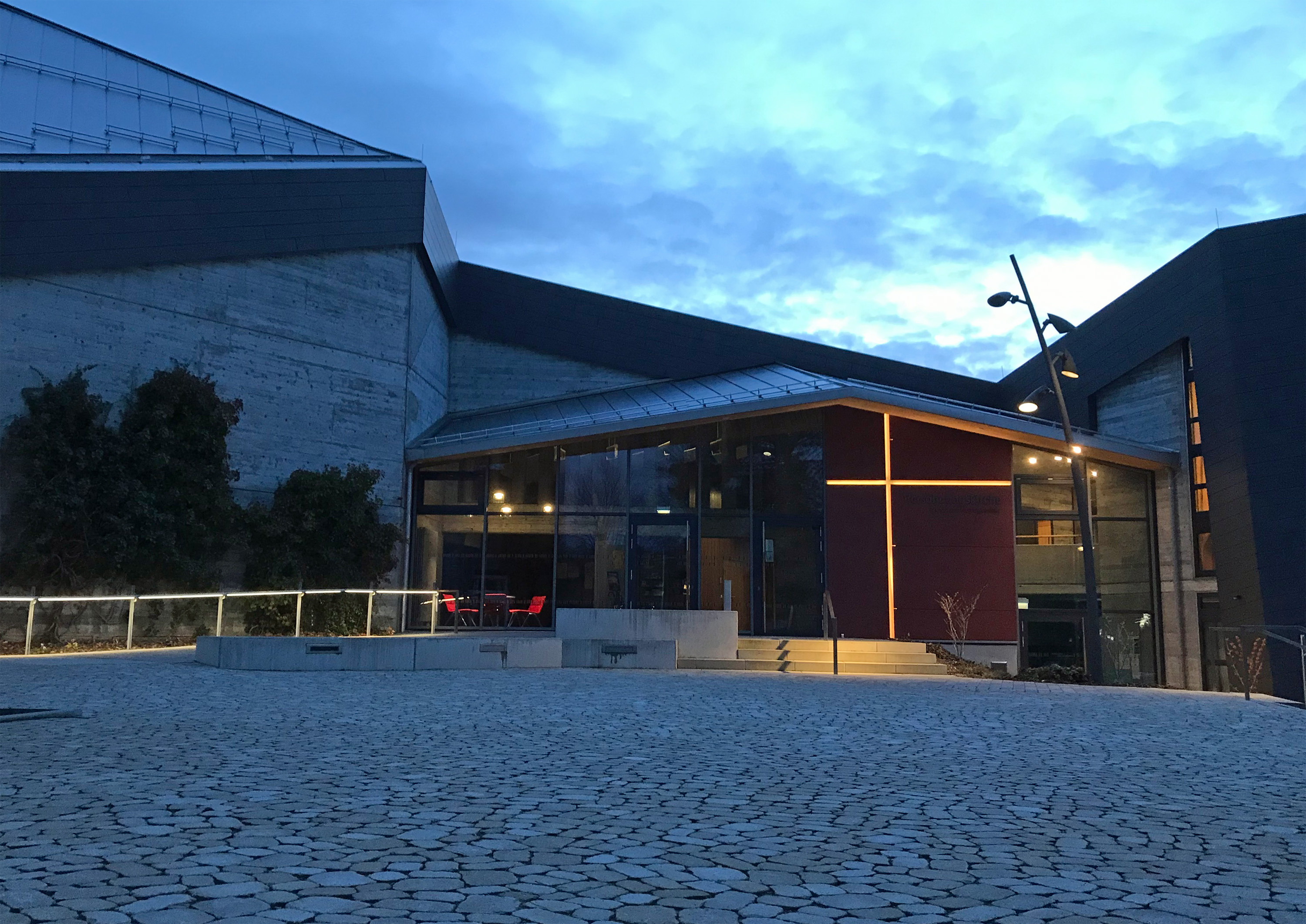
2018 neu gestalteter Eingangsbereich in der Abenddämmerung

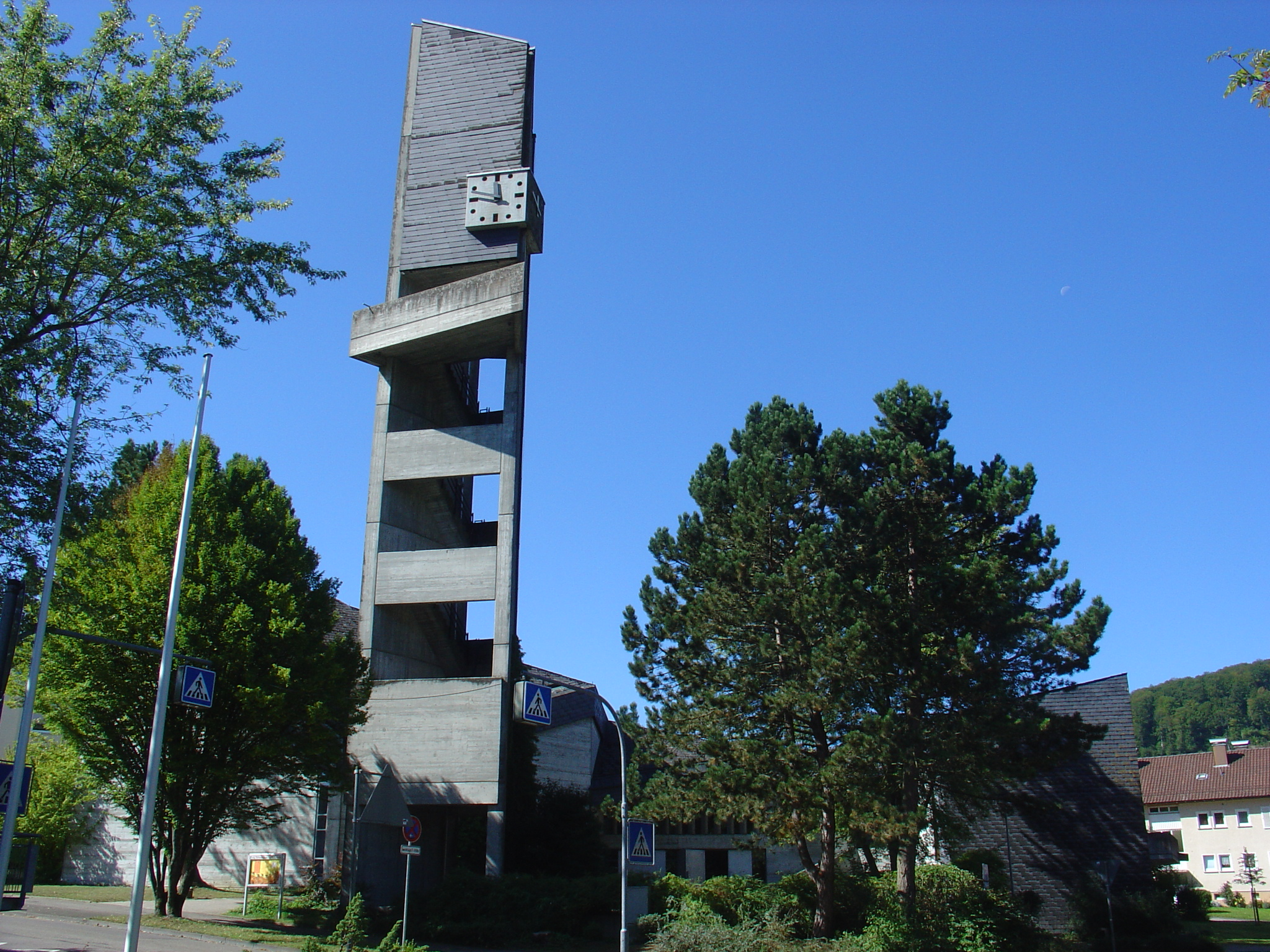
Freistehender Glockenturm (Campanile)

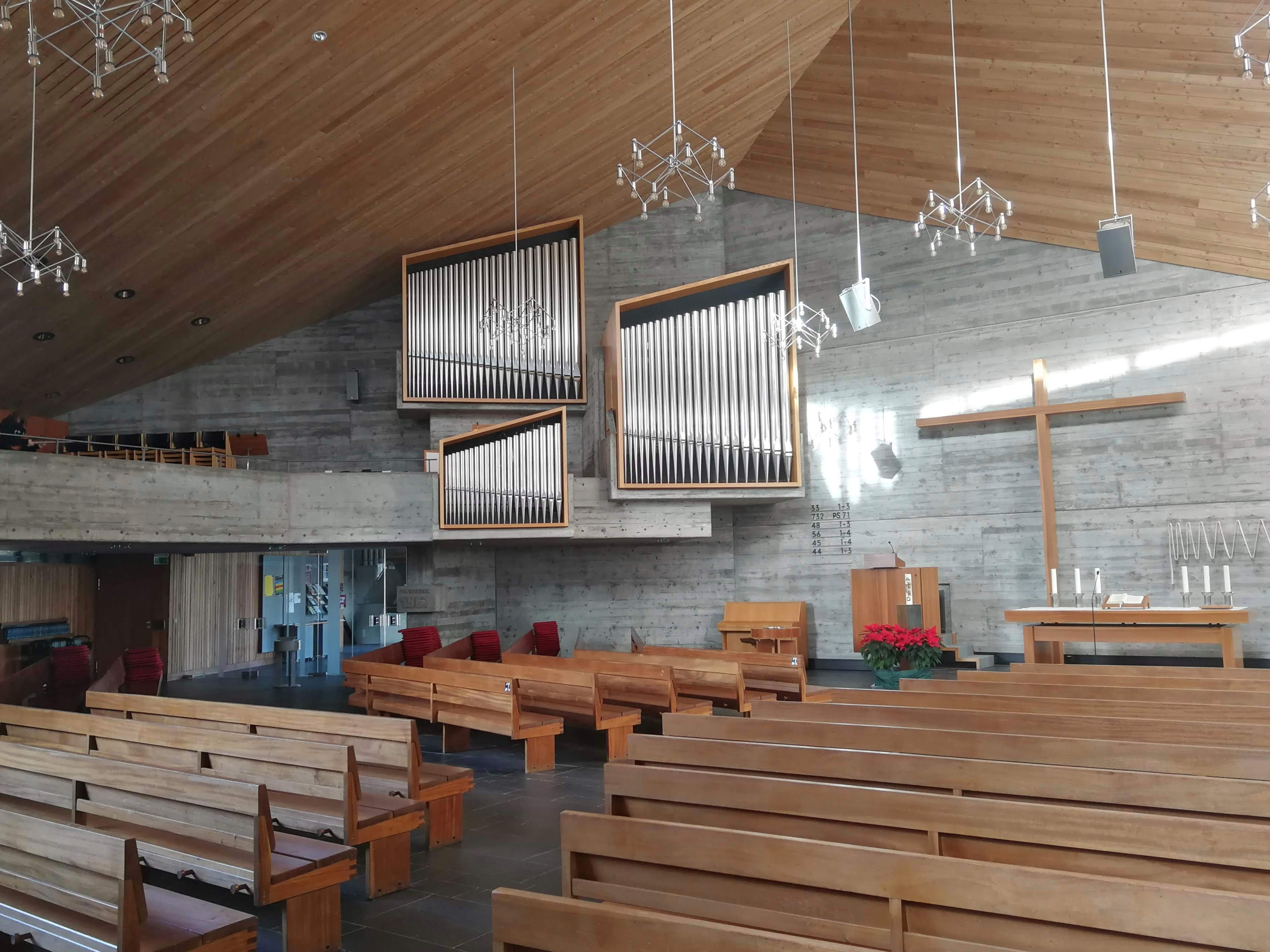
Kirchenraum mit Orgel (2019)

Die Kirche wird überragt von einem freistehenden Glockenturm (Campanile), der ebenfalls ein Sichtbetonbau ist.

## Geschichte
Die erste evangelische Kirche in der heutigen Aalener Straße war 1583 fertiggestellt worden. Im Jahr 1875 trat an ihre Stelle ein Neubau, die heutige Stadtbibliothek. Als nach dem Zweiten Weltkrieg zahlreiche evangelische Christen zuzogen, wurde auch diese Kirche zu klein. So beschloss der Kirchengemeinderat am 2. Juli 1962 im Baugebiet Gutenbach eine neue Kirche zu bauen.
Mit dem Bau wurde am 16. Mai 1967 begonnen. Im ersten Gottesdienst in der noch ungedeckten neuen Kirche am Reformationstag am 31. Oktober 1967 wurde der Grundstein eingemauert, das Richtfest war am 21. Juni 1968. In Anlehnung an die Kirche von Taizé erhielt sie den Namen Versöhnungskirche. Am 15. Dezember 1968, dem 3. Advent konnte in einem Festgottesdienst die Einweihung mit Alt-Landesbischof Dr. Haug gefeiert werden.
Im Jahr 2003 wurde unter der Leitung des Architekten Heinz Bauer das Innere des Kirchenraums renoviert und behutsam neu gestaltet, ein Jahr später die Gemeinderäume.
Im Zuge der Innenrenovierung erhielt die Kirche eine Kunst-Installation unter dem Titel Farb-Licht-Folge von Bernhard Huber an zwei Innenwänden. Derselbe Künstler gestaltete im Jahr 2008 auch die neuen Paramente, die seither die Altarwand schmücken.
Von März 2017 bis Juli 2018 wurde das Gebäude unter Architekt Martin Klaiber umfassend renoviert und barrierefrei ertüchtigt. Hauptmaßnahme war die Dachsanierung, wobei die bisherige undicht gewordene Deckung mit Betonfaserplatten durch eine Edelstahldeckung ersetzt wurde. Zur barrierefreien Erschließung wurde eine Erweiterung des Foyers mit einem Plattformlift  angebaut.

## Orgel
Die Orgel in der Versöhnungskirche wurde 1974 als opus 942 durch Gebr. Link in Giengen/Brenz nach Plänen von Helmut Bornefeld/Heidenheim erbaut. Sie besitzt zwei Manuale und Pedal. Ihre 20 klingenden Register stehen auf Schleifladen. Die Spieltraktur ist mechanisch, die Registertraktur elektrisch. Im Jahr 2018 wurde im Hauptwerk ein neuer Prinzipal 8' anstelle der früheren Quintade 16' eingebaut. Das Instrument wird unter der Werknummer 86 im Verzeichnis der Bornefeld-Orgeln (Nr. 1–91) geführt.
| I Hauptwerk C–g3 |                 |       |
| 1.               | Prinzipal       | 8´    |
| 2.               | Holzflöte       | 8′    |
| 3.               | Prinzipal       | 4′    |
| 4.               | Rauschharfe II  | 4′    |
| 5.               | Ital. Prinzipal | 2′    |
| 6.               | Larigot II      | 1 ⁄3′ |
| 7.               | Mixtur IV-VI    | 1 ⁄3′ |
|                  | Tremulant       |       |

| II Rückpositiv C–g3 |                  |        |
| 8.                  | Gedeckt          | 8′     |
| 9.                  | Kopftrompete     | 8′     |
| 10.                 | Rohrflöte        | 4′     |
| 11.                 | Prinzipal        | 2′     |
| 12.                 | Hörnlein III     | 1 3⁄5′ |
| 13.                 | Gemsnasat        | 1 ⁄3′  |
| 14.                 | Scharfzimbel III | 2⁄3′   |
|                     | Tremulant        |        |

| Pedal C–f1 |                  |        |
| 15.        | Untersatz        | 16′    |
| 16.        | Posaune          | 16′    |
| 17.        | Offenflöte       | 8′     |
| 18.        | Basszink III     | 5 1⁄3′ |
| 19.        | Rohrpfeife       | 4′     |
| 20.        | Rauschpfeife III | 2′     |
|            | Tremulant        |        |

- Koppeln: II/I, I/P, II/P

## Geläut
Der Turm trägt insgesamt vier Glocken, wovon zwei noch von der alten Kirche stammen und zwei neu gegossen wurden.
| Name (Baujahr)       | Tonlage | Gewicht | Durchmesser | Aufschrift                                       |
| -------------------- | ------- | ------- | ----------- | ------------------------------------------------ |
| Betglocke (1968)     | as'     | 500 kg  | 980 mm      | Vater unser im Himmel, geheiligt werde Dein Name |
| Schiedglocke (1949)  | ces"    | 320 kg  | 840 mm      | Ehre sei Gott in der Höhe, Frieden auf Erden     |
| Zeichenglocke (1968) | des"    | 230 kg  | 750 mm      | Wirket, solange es Tag ist                       |
| Taufglocke (1949)    | fes"    | 130 kg  | 630 mm      | Fürchte Dich nicht, glaube                       |